# コーノ
株式会社コーノは、愛媛県松山市三津にかつて存在した不動産会社である。

## 概要
愛媛県内で木材卸売業を営む河野興産を中心とした「コーノグループ」の企業で、ダイエーのフランチャイズのスーパーを展開していた。
1976年にダイエーのフランチャイズのスーパー第1号店を三津に出店し、最盛期には松山市と伊予市に6店舗を構えていた。しかし、大型店の新規出店などによる競合激化などから、1998年2月期に96億円に達した売上高が2000年2月期には81億円に後退。また親会社の河野興産も木造住宅の需要減など長引く木材不況で資金繰りが悪化し、2000年8月にコーノを含むコーノグループ5社が松山地方裁判所に民事再生法の適用を申請した。
民事再生法申請後はスーパーを2店舗に規模縮小して営業していたが、2007年に三津店と道後店を閉店し小売業から撤退。三津店を大黒天物産、道後店をダック松山にそれぞれ建物を賃借し、コーノは不動産賃貸業に転換した。

## 沿革
- 1975年 - 「株式会社コーノ」設立。
- 1976年 - ダイエーのフランチャイズスーパーの第1号店を松山市三津にオープン。
- 2007年 - 三津店・道後店を閉店し小売業から撤退。不動産賃貸業に転換。
- 2018年 - 河野興産に吸収合併され、解散。